# Aleochara curtula
Aleochara curtula är en skalbaggsart som först beskrevs av Johann August Ephraim Goeze 1777.  Aleochara curtula ingår i släktet Aleochara och familjen kortvingar. Arten är reproducerande i Sverige. Inga underarter finns listade i Catalogue of Life.